# Mike Watt

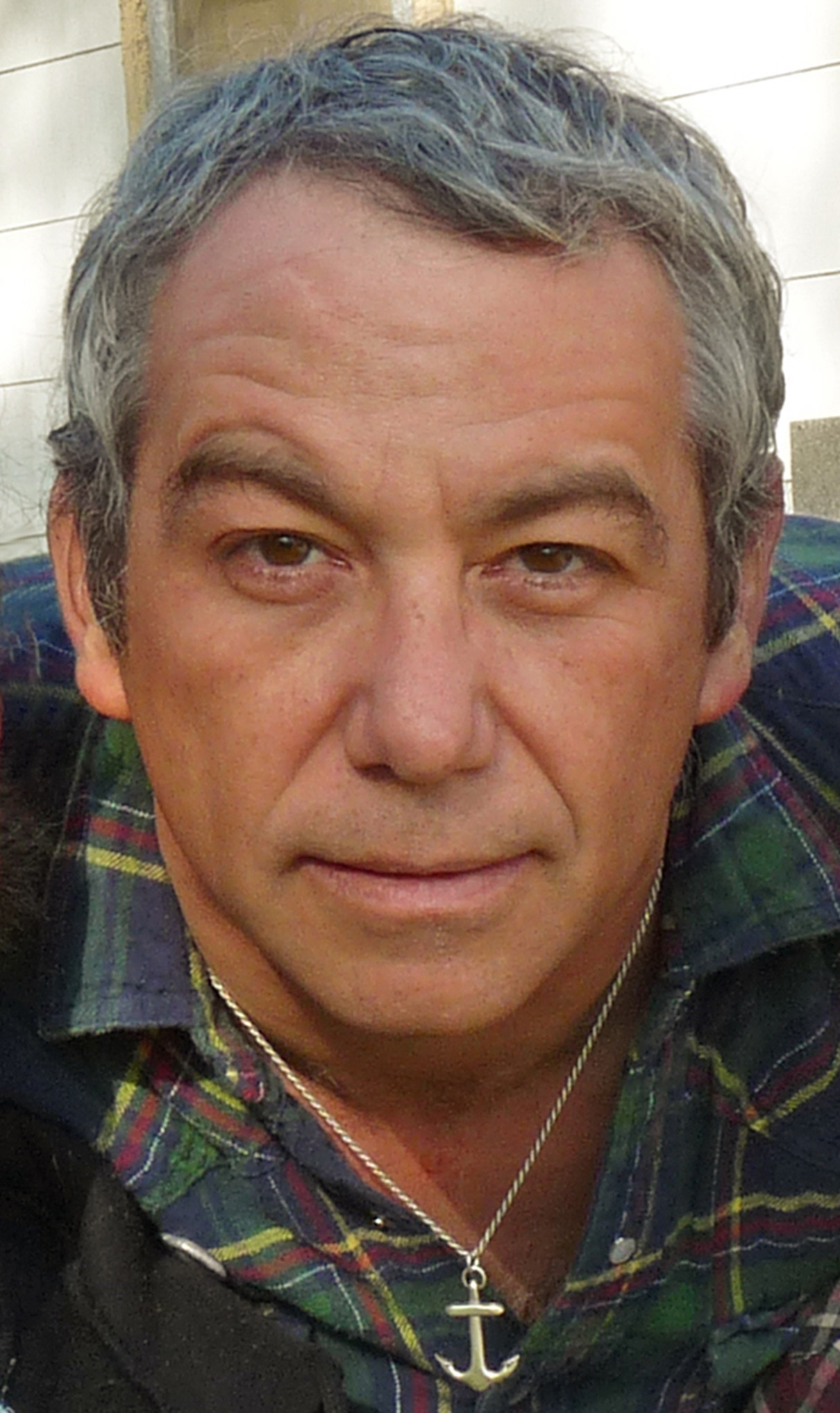
Mike Watt (2009)

Michael „Mike“ Watt (* 20. Dezember 1957 in Portsmouth, Virginia) ist ein amerikanischer Musiker, Songwriter, Radio-Moderator und Produzent. Am bekanntesten sind seine Bands Minutemen und fIREHOSE, deren Mitbegründer und Bassist er war.

## Leben
Ende der 1970er-Jahre wurde Mike Watt von der Mutter seines Freundes und späteren Mitstreiters D. Boon dazu inspiriert, E-Bass zu spielen. Die Minutemen gelten u. a. als Wegbereiter des Hardcore als auch als Vorreiter des Crossover.
Nach dem Ende der Minutemen durch den Tod D. Boons wollte er eigentlich mit dem Musizieren aufhören, wurde aber von Saccharine Trust gebeten, als Bassist auszuhelfen.
Später schlug ihm Ed Crawford vor, einfach mit einer neuen Band fortzufahren, was er auch tat. Diese Band wurde Firehose genannt und existierte bis 1993.
Danach nahm er das Album Ball Hog or Tug-boat auf, bei dem er mit befreundeten Musikern aus der Alternative-Rock-Szene, wie den verbleibenden Mitgliedern von Nirvana oder den Beastie Boys, zusammenarbeitete.
Dabei hat er allen Beteiligten Platz zur Entfaltung ihrer persönlichen Schwerpunkte gegeben. So ist der Auftritt der Bikini Kill/Le-Tigre-Sängerin Kathleen Hanna kein musikalischer Beitrag, sondern eine auf den Anrufbeantworter gesprochene Absage, zu diesem Album einen Beitrag zu leisten. Sie wollte nicht zwischen all den Sternchen der Alternative-Rock-Liga „gesandwicht“ werden.
Mit diesem Konzept etablierte er eine neue Art von Soloalbum, die eher einem Klassentreffen gleicht.
Später wurde Watt als Bassist für verschiedene Bands wie Porno for Pyros oder The Stooges von Iggy Pop engagiert und startete, wie bereits zuvor, zahlreiche andere Kooperationen. Im Jahre 2000 bekam er eine schwere Krankheit, nach deren Heilung er sich das Bassspielen neu aneignen musste und die er auf seinem Album The Secondmen's Middle Stand thematisierte.
Im Jahre 1991 widmeten ihm die Red Hot Chili Peppers (für die er 2006 in Deutschland, Österreich und in der Schweiz mit seiner Band Mike Watt & The Missing Men als Tour-Support in Erscheinung trat) ihr erfolgreiches Album Blood Sugar Sex Magik; der 1995 veröffentlichte Song Wattershed der Foo Fighters (die Watt als wesentlichen Einfluss nennen) stellt ebenfalls eine Reminiszenz dar.
2004 zeigte Watt politisches Engagement, indem er sich der Bewegung Punkvoter anschloss, die sich gegen eine Wiederwahl von George W. Bush als Präsident der USA einsetzte.
Mike Watt ist einerseits wegen seines individuellen, vordergründigen Bassspiels und andererseits für seine immense Schaffenskraft bekannt, weshalb er für viele Musiker als wichtiger Einfluss gilt.

## Einige seiner Bands
- Dos (mit Ex-Frau und Ex-Black-Flag-Bassistin Kira Roessler)
- Ciccone Youth (mit Sonic Youth)
- Crimony
- Bootstrappers (Free Jazz mit Elliott Sharp)
- Banyan (Solo-Projekt des Jane’s Addiction-Schlagzeugers Stephen Perkins)
- Hellride
- Black Gang
- The Secondmen
- Unknown Instructors
- Il Sogno del Marinaio

## Diskografie
- 1995 Ball-Hog or Tugboat?
- 1997 Contemplating the Engine Room
- 2004 The Secondman's Middle Stand
- 2013 La Busta Gialla
- 2014 Canto Secondo

## Schriften
- Spiels d'un minuteman / Spiels of a minuteman (französisch/englisch)